# Watauga (Tennessee)
Watauga es una ciudad situada en los condados de Carter y Washington, Tennessee, Estados Unidos. Tiene una población estimada, a mediados de 2022, de 355 habitantes.

## Geografía
La localidad está ubicada en las coordenadas 36°22′06″N 82°17′31″O / 36.36833, -82.29194 (36.368282, -82.292003). Según la Oficina del Censo de los Estados Unidos, tiene una superficie total de 2.33 km², de los cuales 2.26 km² corresponden a tierra firme y 0.07 km² están cubiertos de agua.

## Demografía
Según el censo de 2020, en ese momento había 353 personas residiendo en la localidad. La densidad de población era de 156.19 hab./km². El 94.62% de los habitantes eran blancos, el 0.57% eran amerindios, el 0.28% era de otra raza y el 4.53% eran de una mezcla de razas. Del total de la población, el 1.13% eran hispanos o latinos de cualquier raza.